# Нітрати

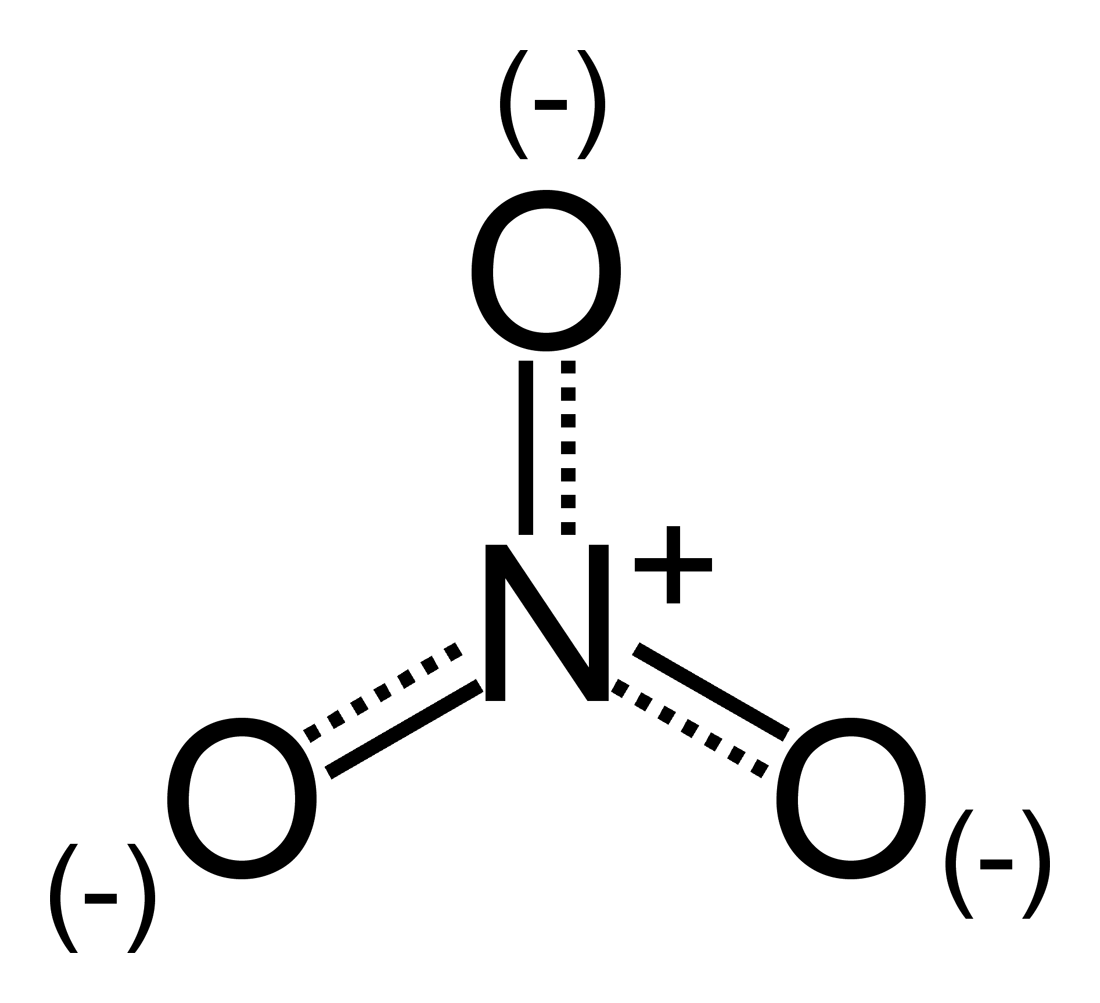

Нітра́ти неоргані́чні (рос. нитраты, англ. nitrates, нім. Nitrate n pl), частіше просто нітра́ти, — безбарвні кристалічні речовини, солі нітратної кислоти HNO3. Вони утворюються при взаємодії нітратної кислоти з відповідними металами, або їхніми оксидами чи гідроксидами. У воді нітрати добре розчиняються.
Природні солі мають кристалічну острівну будову. Виникають виключно при екзогенних процесах, часто внаслідок гниття органічних решток. Можливе також утворення азотистих сполук з азоту повітря під час грозових розрядів. Застосовують як добрива, протрави при фарбуванні, компоненти вибухових речовин. Нітрати амонію, лужних та лужноземельних металів називають селітрами.
При сильному нагріванні нітрати розкладаються, не плавлячись. Виняток становлять лише нітрат натрію і нітрат калію, які спочатку плавляться, а потім уже розкладаються. При цьому продукти розкладу нітратів залежать від активності металу, що входить до складу солі.

## Негативний вплив на організм людини
В організмі людини нітрати в процесі хімічних реакцій відновлюються до нітритів, які надалі, реагуючи з амінами й амідами, беруть участь в утворенні нітрозамінів, які мають канцерогенні властивості.
Плоди й овочі, на відміну від токсичних елементів, є основним джерелом надходження до організму людини нітратів (70-90 % від загальної кількості), гранично допустимі рівні вмісту яких детерміновані видом та сортом рослинної сировини, способом вирощування, термінами збору врожаю та специфікою кулінарної обробки.
Нітрати характеризуються досить широким спектром токсичної дії. Токсична дія нітратів полягає у тому, що в травному тракті вони частково відновлюються до нітритів (більш токсичних), і останні при надходженні в кров можуть викликати метгемоглобінемію, а також пригнічення активності ферментних систем, що беруть участь у процесах тканинного дихання. Крім того, встановлено, що з нітритів у присутності амінів можуть утворюватись N-нітрозаміни, які виявляють канцерогенну активність. При вживанні високих доз нітратів з питною водою, чи харчовими продуктами через 4—6 годин проявляються характерні симптоми нітратного отруєння: нудота, задуха, посиніння шкірних покривів і слизових оболонок, діарея. Це часто супроводжується загальною слабкістю, запамороченням, болями у потиличній частині, тахікардією. Перша допомога при отруєнні нітратами — ретельне промивання шлунку, активоване вугілля, сольові проносні, свіже повітря, у складних випадках негайна госпіталізація.
Допустима добова доза нітратів для дорослої людини становить 325 мг. ДСТУ питної води визначає гранично допустиму концентрацію нітратів до 45 мг/дм³. Рекомендоване ВООЗ споживання харчових продуктів, де використовується питна вода (чай, кава, сік, перші страви тощо) у помірному кліматі становить приблизно 1-1,5 л, максимум 2 л/добу. Таким чином, з водою доросла людина може спожити близько 68 мг нітратів. Відповідно, на харчові продукти залишається 257 мг нітратів. Дослідження виявили, що токсичний вплив нітратів у харчових продуктах проявляється слабше, аніж нітратів, що розчинені у питній воді, приблизно у 1,25 раза. Отже, безпечна добова доза нітратів, яку можна спожити разом з харчовими продуктами становить 320 мг.
Нітрати негативно впливають на організм вагітної жінки та її плід, погіршуючи показники його біофізичного профілю.

## Зниження вмісту нітратів
Дослідженнями останніх років доведено, що за зберігання овочів упродовж 7 міс. уміст нітратів, порівняно із його вмістом під час закладання на зберігання, знижується: у цибулі на 15,4 %, картоплі — на 36,5 %, капусті — 32,5 %, моркві — 55,6 %, буряках — на 60,2 %.
Оскільки для виробництва швидкозаморожених плодоовочевих продуктів використовують виключно свіжозібрану сировину, що пов'язано, перш за все, з економічними аспектами виробництва та харчосмаковими властивостями продукції, управляти вмістом нітратів можна лише застосуванням технологічних операцій: обчищенням, бланшуванням, витримкою у воді тощо. Наукові дані свідчать про те, що під час видалення шкірки вміст нітратів в овочах знижується на 14-40 %, бланшування — 26-60, замочування у холодній воді протягом 5 год. — 27-29 %, хімічного очищування із використанням 4 % розчину їдкого натру — 33-62 %.